# بيكروتوكسين
بيكروتوكسين (كوكولين) (بالانجليزية:Picrotoxin).
هي مادة بلورية سامة مستخلصة من النباتات. تم عزلها لأول مرة من قبل الفرنسي الصيدلاني الكيميائي بيير فرانسوا غيوم بولاي (1777-1869) في عام 1812.
«بيكروتوكسين» اسم مشتق من الكلمات اليونانية «بيكروس» التي تعني (المُر) و«توكسين» التي تعني (السُم).
ويتم استخلاص مادة البيكروتوكسين من ثمار نبات عنيبية حورية الأوراق (الاسم العلمي:Anamirta cocculus)، كما يمكن تصنيعها كيميائياً في المختبر.ويؤثر البيكروتوكسين بشكل اساسي على الجهاز العصبي المركزي نتيجة لتفاعله المباشر مع مثبطات النواقل العصبية الغابا وعمله كمنشط للجهاز العصبي مما يؤدي الي حدوث نوبات وشلل في الجهاز التنفسي في حال التعرض لجرعات عالية منه.

## التركيب الكيميائي والتصنيع
يتواجد البيكروتوكسين على شكل خليط متساوي المولية من مركبين البيكروتوكسونين والبيكروتين، ويعد البيكروتين المركب الأقل نشاطاً. ويتكون البيكروتوكسين بشكل طبيعي في ثمار نبات أناميرتا كوكولوس، وهو نبات متسلق ينمو بالهند وأجزاء أخرى من جنوب شرق آسيا، ويعرف هذا النبات بسيقانه الكبيرة المتكونة من الخشب الأبيض، وزهوره ذات الرائحة العطرة، وينتج هذا النبات ثماراً تجمع وتجفف وتكون عادةً بحجم الحصى الصغيرة (اسمها العلمي:Cocculus indicus).
وفي الوقت الحالي لا توجد معلومات كافية عن كيفية تصنيع البيكروتوكسين بالمختبر، ولكن تشير بعض الأبحاث أنه يمكن تصنيعه عن طريق عملية الcyclofunctionalization للألكين الحلقي وتحت ظروف حركية متحكم بها حيث يمكن تكوين حلقات خارجية ونظام حلقي جسري مثل تلك الموجودة بالبيكروتوكسين. وبالإضافة إلي ذلك تم اقتراح عدة طرق لتصنيع المركبين المشكلين للبيكروتوكسين: البيكروتوكسينين والبكروتين.
وفي عام 1980 تم اكتشاف طريقة لتحويل البيكروتوكسونين إلي البيكروتين، إذ تتم هذه العملية بمعالجة البيكروتوكسين بمركب أنهيدريد ترايفلورواسيتيك بوجود البيريدين لفصل المكونات. وفي عام 1988 أكمل مجموعة من الباحثين بجامعة طوهوكو باليابان التخليق الانتقائي لمركبان (-) بيكروتوكسونين و (-) بيكروتين بدءاً من مركب (+)-5β-hydroxycarvone. 
وفي هذا التوليف وبواسطة العديد من التفاعلات تم تحضير تمانية مراكز غير متماثلة على نظام حلقي هيدرانديني عن طريق تفاعل إعادة ترتيب كلايزن لتكوين المركز الرباعي وتفاعل اختزال الايبوكسي بواسطة مركب الاورجانوسيلينيوم وتركيب المُناوع الفراغي للإستر الجلايسيدي.
وكما يمكن استخدام البيكروتوكسين كمادة أولية في العديد من العمليات الصناعية كتصنيع البيكروتوكسادين الذي امكنه الاحتفاظ بخصائص البيكروتوكسين.

## آلية العمل
لقد تم اقتراح نظريتين مختلفتين ذات صلة بما يخص آلية عمل البيكروتوكسين على الجسم.
و تشير إحدى النظريتين أن البيكروتوكسين يعمل كمانع غير تنافسي لمستقبلات غابا-أ وقنوات الكلوريد، وفي عام 2006 وجدت دراسة حديثة تشير إلى أن البيكروتوكسين غير المشابه كيميائياً لتركيب الغابا يمنع تدفق الأيونات عبر قنوات الكلور التي يتم تشغيلها بواسطة الناقل العصبي غابا. ومن المرجح أنه يعمل على قنوات الأيونات وليس على مواقع ارتباط الغابا على المستقبل. وبما أن آلية عمله تتضمن تثبيط القنوات التي يتم تفعيلها عن طريق الغابا فإنه يمكن استخدام الأدوية المنشطة للغابا كمضادات لعمله مثل الباربتيورات والبنزوديازيبينز.
وتشير دراسة أخرى تم إجراؤها بنيولاند وكول-كاندي أن السم لا يعمل كمثبط غير تنافسي بل يؤدي الي انخفاض بتيارات الغابا، وتؤكد بياناتهم أنه من غير الممكن ان يعمل البيكروتوكسين كمثبط لبوابات جهد القنوات العصبية أو أن يقلل من تواتر فتح القنوات، ووجدوا أن البيكروتوكسين يعمل كناهض على مستقبلات الغابا وهذا يعني أنه بوجود تركيز منخفض منه تقل استجابة المستقبلات للناقل العصبي غابا.

## السمية
يعمل البيكروتوكسين كمحفز للجهاز العصبي المركزي والجهاز التنفسي وهو شديد السمية للإنسان والأسماك والقوارض والثديات الأخرى، ووفقاً لسجل الآثار السامة للمواد الكيميائية توصل إلى أن أقل جرعة مميتة من البيكروتوكسين مقدارها 0.357 مغ/كغ.
و تتمثل أعراض التسمم بالبيكروتوكسين بالسعال، وصعوبة بالتنفس، وصداع، والدوخة، والارتباك، والوجع المعوي، والغثيان أو القيء وتغير بمعدل ضربات القلب، وضغط الدم.
و على الرغم من الخطورة الناتجة عن ابتلاع البيكروتوكسين يمكن ان ينتج التسمم عن طريق الاستنشاق أو الامتصاص عبر الجلد.
و يمكن أن يسبب البيكروتوكسين الاختلاج، كما أن التعرض لجرعات عالية منه قد يسبب نوبات ارتجاجية واضطراب بنبضات القلب وفي بعض الحالات يؤدي للوفاة نتيجة شلل بالجهاز التنفسي.

## التطبيقات السريرية والاستخدامات الأخرى
بسبب السمية الهائلة التي يسببها البيكروتوكسين، يستخدم حاليا فقط كأداة للابحاث.
ومع ذلك لقد تم الاستفادة منه سابقاً كمنشط للجهاز العصبي المركزي في حالات تعرض المرضى للتسمّم نتيجة مثبطات الجهاز العصبي خاصةً الباربتيورات.
وعلى الرغم من عدم استخدامه وجد أن البيكروتوكسين فعالٌ كمبيد للحشرات والقمل، وفي القرن التاسع عشر كان يضاف إلى مكونات البيرة لجعله أكثر سُكراً، ومنذ ذلك الحين تم حظر أستخدامه لهذه الغاية.
وبغض النظر عن سمّيته بجرعات عالية على الثديات يتم استخدامه كمنشط ومحسن لأداء الخيول ولذلك تم تصنيفها كمادة غير قانونية من «الدرجة الأولى» من قبل جمعية الحصان الأمريكي. ولذلك في عام 2010 تم فصل مدرب الأحصنة روبرت ديميت بعد أن دلت نتائج فحص حصانه ستولي سيغناتور على وجود هذه المادة في جسمه.
و في عند الإنسان يستخدم فقط كمضاد للتسمم بالباربتيورات.